# Gerardo Seoane
Gerardo Seoane Castro, meglio noto come Gerry Seoane (Lucerna, 30 ottobre 1978), è un allenatore di calcio ed ex calciatore svizzero con cittadinanza spagnola, di ruolo difensore o centrocampista, tecnico del Borussia M'gladbach.

## Statistiche

### Statistiche da allenatore
Statistiche aggiornate al 17 maggio 2025. In grassetto le competizioni vinte.
| Stagione                   | Squadra                    | Campionato                 | Campionato | Campionato | Campionato | Campionato | Coppe nazionali | Coppe nazionali | Coppe nazionali | Coppe nazionali | Coppe nazionali | Coppe continentali | Coppe continentali | Coppe continentali | Coppe continentali | Coppe continentali | Altre coppe | Altre coppe | Altre coppe | Altre coppe | Altre coppe | Totale | Totale | Totale | Totale | % Vittorie | Piazzamento |
| Stagione                   | Squadra                    | Comp                       | G          | V          | N          | P          | Comp            | G               | V               | N               | P               | Comp               | G                  | V                  | N                  | P                  | Comp        | G           | V           | N           | P           | G      | V      | N      | P      | %          | Piazzamento |
| -------------------------- | -------------------------- | -------------------------- | ---------- | ---------- | ---------- | ---------- | --------------- | --------------- | --------------- | --------------- | --------------- | ------------------ | ------------------ | ------------------ | ------------------ | ------------------ | ----------- | ----------- | ----------- | ----------- | ----------- | ------ | ------ | ------ | ------ | ---------- | ----------- |
| gen.-giu. 2018             | Lucerna                    | SL                         | 17         | 10         | 4          | 3          | CS              | 0               | 0               | 0               | 0               | UEL                | 0                  | 0                  | 0                  | 0                  | -           | -           | -           | -           | -           | 17     | 10     | 4      | 3      | 58,82      | Sub. 3°     |
| 2018-2019                  | Young Boys                 | SL                         | 36         | 29         | 4          | 3          | CS              | 4               | 3               | 0               | 1               | UCL                | 2+6                | 1+1                | 1+1                | 4                  | -           | -           | -           | -           | -           | 48     | 34     | 6      | 8      | 70,83      | 1°          |
| 2019-2020                  | Young Boys                 | SL                         | 36         | 23         | 7          | 6          | CS              | 6               | 6               | 0               | 0               | UCL+UEL            | 2+6                | 0+2                | 2+2                | 0+2                | -           | -           | -           | -           | -           | 50     | 31     | 11     | 8      | 62,00      | 1°          |
| 2020-2021                  | Young Boys                 | SL                         | 36         | 25         | 9          | 2          | CS              | 1               | 0               | 0               | 1               | UCL+UEL            | 2+11               | 1+6                | 0+1                | 1+4                | -           | -           | -           | -           | -           | 50     | 32     | 10     | 8      | 64,00      | 1°          |
| Totale Young Boys          | Totale Young Boys          | Totale Young Boys          | 108        | 77         | 20         | 11         |                 | 11              | 9               | 0               | 2               |                    | 29                 | 11                 | 7                  | 11                 |             | -           | -           | -           | -           | 148    | 97     | 27     | 24     | 65,54      |             |
| 2021-2022                  | Bayer Leverkusen           | BL                         | 34         | 19         | 7          | 8          | CG              | 2               | 1               | 0               | 1               | UEL                | 8                  | 4                  | 1                  | 3                  | -           | -           | -           | -           | -           | 44     | 24     | 8      | 12     | 54,55      | 3°          |
| lug.-ott. 2022             | Bayer Leverkusen           | BL                         | 8          | 1          | 2          | 5          | CG              | 1               | 0               | 0               | 1               | UCL                | 3                  | 1                  | 0                  | 2                  | -           | -           | -           | -           | -           | 12     | 2      | 2      | 8      | 16,67      | Eson.       |
| Totale Bayer Leverkusen    | Totale Bayer Leverkusen    | Totale Bayer Leverkusen    | 42         | 20         | 9          | 13         |                 | 3               | 1               | 0               | 2               |                    | 11                 | 5                  | 1                  | 5                  |             | -           | -           | -           | -           | 56     | 26     | 10     | 20     | 46,43      |             |
| 2023-2024                  | Borussia M'gladbach        | BL                         | 34         | 7          | 13         | 14         | CG              | 4               | 3               | 0               | 1               | -                  | -                  | -                  | -                  | -                  | -           | -           | -           | -           | -           | 38     | 10     | 13     | 15     | 26,32      | 14°         |
| 2024-2025                  | Borussia M'gladbach        | BL                         | 34         | 13         | 6          | 15         | CG              | 2               | 1               | 0               | 1               | -                  | -                  | -                  | -                  | -                  | -           | -           | -           | -           | -           | 36     | 14     | 6      | 16     | 38,89      | 10°         |
| Totale Borussia M'gladbach | Totale Borussia M'gladbach | Totale Borussia M'gladbach | 68         | 20         | 19         | 29         |                 | 6               | 4               | 0               | 2               |                    | -                  | -                  | -                  | -                  |             | -           | -           | -           | -           | 74     | 24     | 19     | 31     | 32,43      |             |
| Totale carriera            | Totale carriera            | Totale carriera            | 235        | 127        | 52         | 56         |                 | 20              | 14              | 0               | 6               |                    | 40                 | 16                 | 8                  | 16                 |             | -           | -           | -           | -           | 295    | 157    | 60     | 78     | 53,22      |             |

## Palmarès

### Giocatore

#### Competizioni nazionali
- Coppa di Spagna: 1

Deportivo: 2001-2002
- Supercoppa di Spagna: 1

Deportivo: 2000

### Allenatore

#### Competizioni nazionali
- Campionato svizzero: 3

Young Boys: 2018-2019, 2019-2020, 2020-2021
- Coppa Svizzera: 1

Young Boys: 2019-2020